# Розстріли в'язнів у Дубно
Винищення в'язнів у Дубно у червні 1941 — масові розстріли органами НКВС та НКДБ політичних в'язнів у Дубенській в'язниці № 2 протягом 24—25 червня 1941 року. Відповідно до радянських документів призначалось до страти 320 політичних в'язнів. 24—25 червня 1941 року в Дубенській в'язниці № 2 було вбито і поранено понад 230 в'язнів. За німецькими документами та свідченнями було страчено понад 400 в'язнів, як по політичних, так по інших статтях. Згідно з публікаціями у липні 1941-го у бельгійській пресі та «Краківських вістях» у Дубенській в'язниці № 2 було вбито 527 осіб.

## Керівники Дубно та Дубенського району
Повний склад керівників Дубно та Дубенського району з 17 вересня 1939 року дивись у статті Керівники Дубно і Дубенського району.
Станом на грудень 1939 року 1-м секретарем Дубенського повітового комітету ВКП(б)У був Сава Васильович Волощенко, 2-м секретарем — Павло Іванович Дитковський, 3-м секретарем — Дмитро Кіндратович Ткаченко, завідуючим пропагітаційного відділу повітового комітету ВКП(б)У — Вячеслав Констянтинович Івончик, завідувач оргінстукційного відділу повітового комітету ВКП(б)У — Тихон Максимович Морозов.
Головою Дубенського повітового виконкому був Харитон Сидорович Кученко (до кінця 1939 року), заступником голови Дубенського повітового виконавчого комітету — Михайло Григорович Тимошенко, секретарем Дубенського повітового виконавчого комітету — Микола Агеєвич Береза, завідувачем повітового відділу здоров'я — Іван Михайлович Клецко, завідучим повітового фінансового відділу — Григорій Архипович Рак, завідувачем повітового відділу народної освіти — Василь Федорович Нюнько, редактором повітової газети «Дубенська правда» — Василь Дементійович Черняхівський, керуючим філії державного банку — Н. І. Розенбліт, народним суддею Дубенського повіту — І. Е. Лебедик.
Станом на травень 1940 року секретарем Дубенського райкому ВКП(б)У був Татаренко, головою Дубенського районного виконавчого комітету — Михайло Григорович Тимошенко.
Станом на жовтень 1940 року начальником паспортного столу НКВС Дубенського району був Вовк.
З грудня 1940 року до 25 березня 1941 року головою виконкому міської ради Дубно був Давидченко.
Станом на 22 червня 1941 року першим секретарем Дубенського райкому ВКП(б)У був Олексій Іванович Денисенко, завідуючим пропагітаційного відділу Дубенського райкому ВКП(б)У — Вячеслав Констянтинович Івончик, завідувачем організаційного відділу Дубенського райкому ВКП(б)У Білоус.
Головою виконкому міської ради Дубно — Сидір Онуфрійович Козійчук, головою Дубенського райвиконкому — Михайло Георгійович Тимошенко, начальником Дубенської пошти — Пономаренко начальником паспортного столу НКВС Дубна — Петренко,, редактором Дубенської районної газети «Дубенська правда» — Василь Дементійович Черняхівський, завідувачем райфінвідділу — Кушко завідувачем райземвідділу — Іван Кушко, головою Варковицької сільради — Кейтель, директором Дубенської районної контори «Укрплодоовоч» — Михайло Васильович Нікулін
Станом на 14 січня 1945 року 1 секретарем Дубенського райкому ВКП(б)У був Т. С. Жуков, секретарем Дубенського райкому ВКП(б)У — Г. В. Баранник, головою Дубенського райвиконкому — Н. С. Марута.

### Керівництво і склад НКДБ в Дубно та Дубенському районі
Станом на 22 червня 1941 року був такий склад НКДБ. За свідченнями пенсіонера М. Нікуліна від 12.09.1989 р., арк. 164 Дубенський райвідділ НКДБ нараховував 11 осіб, включаючи 2 водіїв, 2 вахтерів, друкарку та прибиральницю. Старший лейтенант Яків Давидович Винокур, 35-ти років, був начальником Дубенського повітового (з вересня 1939 р.), районного (з січня 1940 р.) відділу НКВС. З лютого 1941 року — начальник Дубенського районного відділу НКДБ. Його особистим секретарем і повноважним заступником була Хана Беренштейн. Заступником начальника райвідділу НКДБ був Олександр Іванович Цибань, співробітниками райвідділу НКДБ — Олексій Максимович Давиденко, оперуповноваженим — Іван Кирилович Нікулін, оперуповноваженим — лейтенант Борис Дмитрович Колобков, водієм райвідділу НКДБ — О. Б. Маратковський.
Довгий період в Дубенському НКДБ до червня 1941 року працювали оперуповноважений Козлов та старший оперуповноважений Овчарук.
Станом на 14 січня 1945 року начальником Дубенського райвідділу при НКДБ був Г. С. Голуб.

### Керівництво і склад НКВС в Дубно та Дубенському районі
Сержант НКВС Віктор Степанович Черевко був начальником Дубенського райвідділу НКВС, заступником начальника райвідділу НКВС — Зверєв, заступником начальника Дубенського райвідділу НКВС по політичній частині — Іван Павлович Челноков. Працівниками Дубенського райвідділу НКВС були Павло Білоусов, сержант НКВС М. І. Поляков, Шаповнік, Григорій Миколайович Бурдило, Іван Степанович Войт, Олександр Григорович Андрушин, Касьянчук, Матвійчук

### Керівництво прокуратури
Станом на червень 1941 року прокурором Дубенського району був Іванов, станом на червень 1945 року — Мітченко.

### Керівництво Дубенської в'язниці
В 1940 році згідно з протоколом Рівненського бюро Обкому партії начальником Дубенської в'язниці № 2 був призначений Шинкаркін. Відповідно до відповіді Державного архіву Російської федерації на початку 90 років Рівненському обласному краєзнавчому музею під час розстрілів начальником в'язниці був В. І. Манилюк.. Заступником начальника в'язниці був Віктор Степанович Черевко, начальник Дубенського райвідділу НКВС, начальником адміністрації в'язниці була Рахіль Гейфер. Політруком в'язниці був Г. К. Кабашний, один з наглядачів — С. Т. Черкасов Крім цього в дирекції в'язниці був Іван Павлович Челноков, політрук Дубенського райвідділу НКВС, Працівниця в'язниці — Н. М. Якобчук Співробітники в'язниці — Єгоров і Зав'ялов
Згідно із свідченнями пенсіонера М. Нікуліна від 12.09.1989 р., арк. 164 в'язниця мала власний потужний штат — понад 57 осіб наглядацького та керівного складу, 2 взводи охорони військ НКВС.

## Дубенська в'язниця
Державна в'язниця Дубна розташована в південно-східній частині міста. В'язниця побудована на території колишнього млина. Після пожежі в млині, поляки використали рештки фундаменту і на ньому, за рішенням польської влади, було розпочате будівництво однієї з найбільших в'язниць у Польщі. Будівництво розпочалось наприкінці 1935 року. Будівництво було завершене, але 17 вересня 1939 року Дубно дісталась Радянському Союзові. Радянська влада завершила будівництво. В чотирьох кутках зведеної кам'яної стіни побудували дерев'яні, охоронні вишки для автоматників, контрольно-пропускний пункт. З грудня 1939 року в'язницю використовували як збірний пункт для засуджених, яких депортували на тривалі примусові роботи в Сибір.
У в'язниці, в основному, утримували політичних в'язнів, за винятком деяких осіб, арештованих за запізнення на роботу, несвоєчасну сплату податків тощо. Засуджених за кримінальні злочини утримували в в'язниці в м. Крем'янець. Поляки з обох сторін в'язниці побудували дві каплиці для в'язнів, які радянська влада перетворили на місцеві клуби для своїх чиновників. Стара стіна, що оточувала в'язницю, була заввишки приблизно 4,5 метри. Вікна були оснащені потужними ґратами. Скло зафарбоване, щоб в'язні не могли дивитись у вікно. В в'язниці був підвал, цокольний, 1-й і 2-й поверхи та водогін. Підлога викладена паркетом.
Дубенська в'язниця відома з початку 1940 року ще тим, що в ній було декілька камер, які заповнювала вода. Ці камери використовують для примусу до надання свідчень. У кожній з «водяних» камер був стілець. У нормальних умовах рівень води був таким, щоб вода діставала до щиколоток, якщо в'язень стане на стілець. Однак, у разі необхідності, рівень води встановлювали на будь-якій висоті. Підготовку до надання зізнавальних свідчень в'язнями в такій «водяній» камері здійснювали впродовж 5—7 днів. Після чого в'язень або був готовий до надання зізнавальних свідчень упродовж цього терміну, або топився, або отримував важкі психічні і соматичні захворювання. Жінки також зазнавали тортур у «водяних» камерах.
У камерах не було ні нар, ні матраців. В'язні вимушені були спати на голій підлозі, вкриваючись своїм верхнім одягом. У жіночому відділенні санітарія була ще гіршою, оскільки на період менструації жінкам не видавали ні вати, ні ганчірки, ні паперу. Серед арештованих були також вагітні жінки. Годували їх так само, як і решту в'язнів, спали, як і всі, на голій підлозі, щоденно їх виводили на прогулянку на 7—10 хвилин.
Десь за 9—10 днів до родів вагітних переводили в лікарняне відділення, де їх оглядала акушерка. На 14 день після народження дитини жінок разом з новонародженими переводили в загальні камери. Не дивлячись на те, що новонароджених годували виключно тільки материнським молоком (новонароджені не отримували в в'язниці ніякого іншого харчування і цілком залежали від материнського молока), матерів також відправляли в Сибір, не дивлячись на те, що транспорти були переповнені, звідки згодом дітей направляли в дитячі будинки.
Окрім декількох одиночних камер-темниць, в яких міг розміститись тільки один в'язень, переважно були багатомісні камери, в яких утримували від 3 до 40 в'язнів. Звичайно в в'язниці утримували до 1500 арештованих, з яких близько були 250 жінки і приблизно 50 діти у віці 12—15 років (хлопчики і дівчатка). Безпосередньо перед вступом у Дубно німецьких військ 25 червня 1941 року у в'язниці знаходились приблизно 600 в'язнів, однак незадовго до цього в Сибір було відправлено три великих транспорти. З великою долею ймовірності можна стверджувати, що в в'язниці перебувало до 3000 в'язнів. Маршрут слідування транспортування пролягав через Київ. Транспорти відправляли регулярно, впродовж тижня, з понеділка до п'ятниці.
В'язницю контролювали НКДБ та НКВС.

## Передісторія
Перед нападом 22 червня 1941 року, коли Німеччина здійснила напад на СРСР, станом на 10 червня 1941 року у в'язниці в Дубно біля 738 в'язнів. З них, засуджених 502, під слідством НКДБ — 106, під слідством НКВС — 47, за судами і прокуратурою — 83. Протягом двох місяців перед зайняттям німцями Дубна в в'язниці перебувало 10 євреїв.
Більшість звинувачувалася за статтею 54 Карного кодексу УСРР — контрреволюційна діяльність. Це учасники політичних партій, «Просвіти», «Сільського господаря».
23 червня 1941 р. нарком державної безпеки Всеволод Меркулов видав наказ № 2445/М, в якому йшлося про терміновий облік усіх в'язнів у в'язницях та розподіл на тих, що підлягають депортації в концтабори ГУЛАГу, і тих, кого необхідно розстріляти. Того ж дня вийшов наказ начальника тюремного управління НКВС УРСР капітана державної безпеки Філіппова, який зобов'язував евакуювати в'язнів. Згідно з «Планом евакуації», депортації з Дубно області підлягало 738 в'язнів.

## 22 червня 1941 року
22 червня 1941 року в 4:40 Дубенська в'язниця № 2 НКВС м. Дубно була обстріляна з німецьких бомбардувальників «Хейнкель-111» ескадри KG55 «Greif», після чого весь особовий склад та наглядовий склад в'язниці був переведений на казармовий стан — згідно з доповідною запискою від 28 червня 1941 року начальника Дубенської в'язниці № 2 В. І. Манилюка начальнику тюремного управління УРСР Філіппову.

## Розстріли

### 24 червня 1941 року
У вівторок 24.06.1941 о 10 годині ранку по телефону начальнику Дубенської в'язниці № 2 В. І. Манилюку з тюремного управління НКВС м. Рівне повідомили, що для відправки ув'язнених по контрреволюційним статтям на залізничну станцію будуть подані вагони. Станом на цей день засуджених і тих, що були слідством по контрреволюційним статтям в Дубенській в'язниці № 2 налічувалося 320 осіб. Вагони на Дубенську залізничну станцію для відправки ув'язнених прибули в 17:00. В той час Дубно піддавалося бомбардуванню і артилерійському обстрілу з боку німців. Начальник військового гарнізону Дубна повідомив В. І. Манилюка, що з боку с. Верба в напрямку залізничної станції Дубна німці ведуть наступ в складі 127 легких танків.
По прибуттю вагонів В. І. Манилюк звернувся до начальника райвідділу НКВС В. С. Черевка та начальника райвідділу НКДБ Я. Д. Винокура для надання вантажівок та охорони для відправки в'язнів на станцію. Йому останні в допомозі відмовили, мотивуючи зайнятістю обороною міста та відправкою сімей, жінок та дітей працівників партійних, державних радянських органів та військових. Силами в'язничної охорони відправити на вокзал в'язнів В. І. Манилюк не мав можливості. Не було транспорту, вести в'язнів пішки було неможливо, тому що від в'язниці до станції 5 км. В. І. Манилюк зв'язався по телефону з заступником начальника Управління НКВД по Рівненській області лейтенантом держбезпеки Клімовим, що був в Рівненському обкомі партії та з комендантом управління НКВС Клим'юком. Клімов дав розпорядження по телефону, при неможливості, евакуації політичних в'язнів убити, а решту в'язнів звільнити — відповідно до доповідної записки від 28 червня 1941 року начальника Дубенської в'язниці № 2 В. І. Манилюка начальнику тюремного управління УРСР Філіппову.
В 17:00 начальник райвідділу НКВС В. С. Черевко та начальник райвідділу НКДБ Я. Д. Винокур з колоною сімей, жінок та дітей працівників партійних, державних радянських органів та військових та підлеглими на вантажівках вирушили до Рівного. Колонна співробітників НКДБ та НКВС, міліції, партактиву, військовослужбовців та членів сімей складалась з 3-х легковиків та 8 вантажівок, всього біля 150—200 чоловік. Відїхавши від Дубно на 20 км, співробітники НКДБ з Я. Д. Винокуром залишились на дорозі у районі села Варковичі. Я. Д. Винокур з групою не наважувався їхати в Рівне, адже повних відомостей про ситуацію з окупацією Дубно німцями не мав. Співробітники НКВС на чолі з начальнком В. С. Черевком у кількості 60 чоловік на 4 вантажних автомобілях поїхали далі у Рівне.
Біля 18:00 засуджених на короткі терміни та за малозначні вчинки В. І, Манилюк дав вказівку з в'язниці звільнити. Всього було звільнено за побутовими статтями і засудженим по указам 170 в'язнів. 250 засуджених на більш тривалі терміни і тих, хто був під слідством по статтям Кримінального Кодексу В. І. Манилюк направив пішки у в'язницю № 4 в м. Рівне з частиною наглядачів і взводом охорони. З 250 в'язнів 20 в'язнів були кинуті, бо були інваліди, хворі (ймовірно, були застрелені або втекли) — згідно з доповідною запискою від 28 червня 1941 року начальника Дубенської в'язниці № 2 В. І. Манилюка начальнику тюремного управління УРСР Філіппову. Решту 320 в'язнів Манилюк дав вказівку стратити у в'язниці.
Біля 20:00 за місцевим часом В. І. Манилюк з в'язничною охороною в'язнів вбивали з автоматичної зброї та гвинтівок у камерах через дверцята для передачі їжі. Кидали до камер гранати. Відповідно до документів окремого управління Таємної військової поліції (ГФП) при 48-му Армійському корпусі всього у в'язниці таким чином було вбито 400 етнічних німців і українців, в тому числі і жінок. В цей час німці зайняли залізничну станцію Дубна і продовжували наступати на місто. Це налякало працівників в'язниці, тому припинили розстріли і втекли з в'язниці. В закритих в камерах залишилось близько 60—70 осіб.
В 22:30 В. Манилюк з особовим складом залишив в'язницю і вирушив на вантажівках до м. Рівне — згідно з доповідною запискою від 28 червня 1941 року начальника Дубенської в'язниці № 2 В. І. Манилюка начальнику тюремного управління УРСР Філіппову.

### 25 червня 1941 року
В 1:00 Я. Д. Винокур з групою вирішив повернутись в Дубно. По дорозі в Дубно група Я. Д. Винокура зустріла працівників в'язниці, які їхали в м. Рівне. Працівники в'язниці доповіли, що всіх стратити не вдалось, у в'язниці лишились 60—70 в'язнів.
В 2:00 Винокур зі своєю групою на транспорті попрямував в Дубенську в'язницю для закінчення страти. До нього приєдналося 10 чоловік в'язничної охорони, решта складу в'язниці прямував далі в Рівне. Коли група Я. Д. Винокура прибула в Дубенську в'язницю то продовжила страти. За деякими даними група Я. Д. Винокура розстріляла новобранців до Червоної Армії, з числа українців в Дубенському замку. Відповідно до відповіді Державного архіву російської Федерації Рівненському краєзнавчому музею 21.04.1993 всього у Дубенській в'язниці № 2 було всього за 24—25 червня страчено 230 в'язнів — «вибули по 1-й категорії».. Учасники ОУН з с. Рачин на чолі з Гавриїлом Кривичуном почали обстрілювати в'язницю, у в'язниці знаходився його брат Арсен Кривичун. Це налякало групу Я. Д. Винокура і вони знову покинули Дубно і зупинилися у Варковичах.
В 5:00 група В. С. Черевка прибула в Рівне. Дорога була переповнена військовою технікою, що їхала в Дубно. Біля обласного управління НКВС залишилось тільки 2 машини, а інші дві з рядовими працівниками десь зупинились у місті. В. С. Черевко і політрук І. П. Челноков повідомили, що отримано наказ повертатись назад і бути там до особливого розпорядження. У Дубно направилося дві вантажівки з міліціонерами, партійними працівниками та деякими працівниками з області, зокрема начальник ОБХСС Фомін, уповноважений міліції Ткалич, та уповноважений Олянюк. У Варковичах зустріли начальника райвідділу НКДБ Я. Д. Винокура, якому В. С. Черевко повідомив про отримане розпорядження.
В 9:00 група з Я. Д. Винокуром та В. С. Черевком з Варкович виїхала в Дубно.
В 11:00 група Я. Д. Винокура та В. С. Черевка прибула в Дубно та через відразу покинула місто, адже з'ясувалось, що німці вже були в передмісті Дубно на Забрамі. Група Я. Д. Винокура з міліціонерами (1 легкова і 2 вантажних) з працівниками партійних і державних органів, що не встигла евакуюватись напередодні(всього біля 60 осіб), виїхала в напрямку Рівного.
В 12:00 група Я. Д. Винокура та В. С. Черевка біля Луцького повороту попала в засідку німецьких мотоциклістів, де майже всі загинули. Одна вантажівка прорвалась. Певна кількість осіб потрапила в полон до німців чи болотами дісталася в м. Рівне.
В 15:00 за німецьким часом німці захопили місто — згідно з протоколом допиту колишнього Дубенського співробітника НКВС Павла Білоусова.

### Бій на Луцькому повороті
25 червня в 12:00 група НКДБ Я. Д. Винокура та НКВС В. С. Черевка на 3-х машинах (1 легкова і 2 вантажних) намагалася прорватися з м. Дубно і прийняла бій з німцями біля Луцького повороту. До складу групи входили начальник РВ НКДБ Я. Д. Винокур, його заступник О. І. Цибань, співробітники РВ НКДБ О. М. Давиденко, І. К. Нікулін, голова міськради С. О. Козійчук, директор райконтори «Укрплодоовоч» М. В. Нікулін, зав. райфінвідділу Кушко, райпрокурор Іванов, судмедексперт та інші Від'їхавши 1,5 км від Дубно, у видолинкові машину Я. Д. Винокура почали обстрілювати щонайменше два німецькі мотоциклісти. По машинам німці вели вогонь з кулеметів. Машина Я. Д. Винокура була першою розстріляна на дорозі. В. С. Черевко скомандував зайняти оборону. Бій тривав 15 хвилин. Політрук І. П. Челнаков був поранений і практично перший здався німецьким солдатам. Коли німці всіх оточили начальник райвідділу НКВС В. С. Черевко запропонував всім здаватися. Всі почали нищити особисті документи, військові квитки та партійні квитки. Далі цю групу німці приєднали до 700 полонених червоноармійців і повели під конвоєм у Дубенський замок — згідно з протоколом допиту колишнього Дубенського співробітника НКВС Павла Білоусова.
З наявних по штату 11-ти співробітників райвідділу НКДБ 4 вільнонаймані (2 вахтери, друкарка, прибиральниця) залишились у Дубно. 1 оперпрацівник був відправлений з документами у Рівне ще напередодні, оперуповноважений Б. Д. Колобков загинув ще ввечері 23.06.1941 р. в 12 км від Дубно в напрямку Млинова під час розвідки.
На Луцькому повороті загинув Я. Д. Винокур. За німецькими даними він попав в полон і на Луцькому повороті і там був розстріляний німцями. Там же загинули прокурор району Іванов, завідувач Дубенським райкомземом Іван Кушко, завідувач райфінвідділу Кушко, військовослужбовець Червоної Армії Борис Володимирович Ворожик, заступник начальника Дубенського райвідділу НКДБ Олександр Іванович Цибань, співробітники Дубенського райвідділу НКДБ Олексій Максимович Давиденко, Іван Кирилович Нікулін, співробітники Дубенського райвідділу НКВС Григорій Миколайович Бурдило, Іван Степанович Войт, Олександр Григорович Андрушин, Касьянчук, Матвійчук, дружина працівника райвідділу НКВС Ганна Дмитрівна Войт, дружина військовослужбовця Домникія Григорівна Набережна, заступник начальника райвідділу НКВС Зверєв, водій райвідділу НКДБ О. Б. Маратковський, начальник паспортного столу Дубна Петренко, завідувачем райземвідділу Іван Кушко, судмедексперт. Загинули там працівники з області, зокрема начальник ОБХСС Фомін, уповноважений міліції Ткалич, та уповноважений Олянюк. Всього загинуло чи потрапило в полон біля 50 осіб. Але одному автомобілю з евакуйованими таки вдалось прорватись на Рівне, також частина партактиву та членів сімей вийшла з оточення від дороги через болото.
Німецька влада, мобілізувавши місцевих жителів, 27-го червня наказали поховати загиблих. Своїх солдатів німці поховали на місцевому кладовищі біля розвилки доріг і після закінчення 2—3 днів прибули з Німеччини родичі забрали їх трупи в цинкові труни і відвезли в Німеччину. Загиблі тоді поспішно були поховані недалеко від розвилки доріг (урочище Кут) в 2-х могилах, в одній-28 осіб, в іншій-18", один з учасників поховання Я. Д. Винокура мешканець с. Панталія Ф. Д. Абрамський.
У полон потрапили німцям перший депутат Верховної Ради УРСР голова виконкому міської ради м. Дубно С. О. Козійчук, начальник райвідділу міліції В. С. Черевко, його заступник по політчастині І. П. Челноков. С. О. Козійчук та І. П. Челноков 30.06.1941 були німцями розстріляні в Дубно. Доля В. С. Черевка невідома. Ймовірно він був розстріляний німцями на Луцькому повороті або потрапив в табір військовополонених, які утримувались в Дубенському замку
У складі групи були завідувач відділу Дубенського райкому партії В. К. Івончик, редактор Дубенської районної газети «Червона зірка»(«Дубенська правда») В. Д. Черняховський, перший секретар РК КПУ Денисенко, голова Дубенського райвиконкому Михайло Георгійович Тимошенко, голова Варковицької сільради Кейтель, начальник Дубенської пошти Пономаренко, завідувач організаційного відділу Дубенського райкому ВКП(б)У Білоус, які не потрапили в полон до німців і вийшли з оточення.
З співробітників в'язниці в Рівне не повернулося двоє осіб Єгоров і Зав'ялов, інші з оточення прорвалися і прибули в різний час. При зборі в м Рівне опинилося 52 особи з них 5 осіб місцевих. Решта працівників з місцевого населення залишилися в Дубно.

## Під окупацією німців

### 26 червня 1941 року
У четвер, 26 червня 1941, близько 17 години за німецьким часом в Дубно прибуло Окреме управління Таємної військової поліції (ГФП) при 48-му Армійському корпусі. Негайно ними був встановлений контакт з деякими німецькомовними жителями (з учителем і священиком). Було встановлено, що за дорученням начальника НКДБ Я. Д. Винокура в місцевій в'язниці було розстріляно велику кількість політв'язнів. Розстріли проводились комендантом в'язниці, чиє ім'я не було встановлене, за участі секретаря тюремного управління Хани Беренштейн, яку німці в документах називали Бронштейн, свідки — Льоля Бронштейн, а також деяких в'язничних службовців, чиї імена не були встановлені. За словами жителів, мова йшла про приблизно 400 політв'язнів. Німці згодом запросили сюди кореспондентів, тож знімки, зроблені у Дубенській в'язниці, у липні 41-го з'явилися у бельгійській пресі та «Краківських вістях». Тодішні газетярі назвали цифру вбитих — 527 осіб.

### 27 червня 1941 року
Рано-вранці, в п'ятницю, 27 червня 1941 року після розмови з жителями німцями відвідано в'язницю м. Дубно. До того часу в'язниця була вже захоплена місцевими жителями, чиї родичі ще знаходились у в'язничних приміщеннях. В'язничні камери, в яких лежали тіла розстріляних, також були зламані жителями. Їх метою було вивезти тіла розстріляних родичів, що й було зроблено з допомогою підвід. Скрізь лежали розстріляні та понівечені штиками трупи літніх чоловіків, чоловіків, жінок і дівчат приблизно шістнадцятирічного віку. Всього було нараховано більше ста тіл. Через сильну спеку в приміщеннях в'язниці стояв огидний запах. Німцями був виданий наказ, щоб тіла вбитих були поховані силами в'язнів, а в'язнична підлога, на якій скрізь була кров, вимита. Після цього німці приступили до створення агентурної мережі. Через неї, а також за участі деяких представників місцевого українського населення, в п'ятницю, 27.06.41, а також в суботу, 28.06.41, було виявлено сім людей з числа партійних, державних працівників і комісарів НКВС, які були допроваджені в замок м. Дубно. Після прибуття німців місцевими жителями було вивезено з в'язниці і поховано до 39 тіл вбитих.

## Свідчення
Згідно із свідченнями трьох людей, яким вдалося врятуватись під час різанини з 24 на 25 червня 1941 року, в в'язниці було страчено близько 550 в'язнів, серед яких було 100 жінок. Німці встановили лише чотири особи, які вижили і які пізніше перебували на лікуванні в різних військових госпіталях Дубна. троє далі німцям свідчення.
Німці встановили, що вдалось встановити сліди зґвалтування щонайменше в однієї ув'язненої жіночої статі, яка в числі інших дев'яти жінок була зґвалтована вже після розстрілу. Наскільки жорстоко катували, терзали і мучили невинних політв'язнів промовляє знахідка, зроблена під час чищення в'язничних камер і вивезення тіл ув'язнених: була знайдена повністю здерта шкіра людської руки, на якій все ще знаходились нігті пальців. Окрім цього, була знайдена людська ступня з все ще висячими на ній клаптями шкіри. Як і у випадку з рукою, шкіра була повністю здерта. Як було встановлено в подальшому, арешти політичних в'язнів відбувались цілком безсистемно. Ті, хто вижив, розповідали, серед іншого, про в'язня, арештованого через несплату податків; другий в'язень був поміщений у в'язницю лише через те, що на двадцять хвилин запізнився на роботу. Одна ув'язнена була поміщена під варту з тієї причини, що в неї знайшли український журнал націоналістичного характеру і т. ін. Найсумнішим випадком, однак, можна назвати випадок з шістнадцятирічним етнічним німцем, який належав до скаутської організації і лише через це місяцями утримувався в в'язниці, а згодом був розстріляний. Характер поранень на тілах деяких вбитих дозволив зробити висновок, що вони були поранені чи вбиті шляхом завдавання тілесних ушкоджень штиком.

### Свідчення Олекси Сацюка
Серед в'язнів, хто вижив був Олекса Сацюк, український письменник, який до вересня 1942 року був головою Дубенської окружної управи. Про жахливі знущання і розстріли, вчинені опричниками НКВС у Дубенській в'язниці Олексій Сацюк згодом розповів у своїй книзі «Смертоносці». Він звинувачував у розстрілах Якова Винокура.

### Свідчення Потапа Матвійовича Чирви
Серед тих, хто вижив був Чирва Потап Матвійович, уродженця Кустина, біля Рівного, 4.12.1905 року народження. Арештований органами НКВС у вересні 1940 р. Проповідник Української євангельсько-реформованої церкви в Кустині, підозрювався в приналежності до ОУН. Засуджений Рівненським облсудом до 10 років ув'язнення в таборах і 5 років позбавлення прав. Перебував у Дубенській в'язниці. Під час розстрілу ув'язнених 24—25 червня 1941 р. був важко поранений, лишився калікою на все життя. У 1945 р. повторно засуджений військовим трибуналом військ НКВС Рівненської області до вищої міри покарання — розстрілу. Помилуваний, з ув'язнення вийшов у червні 1958 року. З його слів він батько трьох дітей. Упродовж тривалого часу був членом ОУН. Був арештований у вересні 1940 року за приналежність до ОУН за доносом шпигуна НКВС. Був ув'язнений у в'язниці м. Рівне. Знаходячись у Рівненській в'язниці, був закутий у спеціальні кайдани, на внутрішній стороні яких знаходились металічні шипи. За найменшого руху на тілі утворювались рани. Крім того, його били гумовими кийками. Був засуджений у Рівному 27.03.1941 року на 8 років примусових робіт (з депортацією в Сибір), 5 років позбавлення прав з конфіскацією майна. У липні мав бути відправлений у Сибір, для чого його перевели в Дубно. 21.06.1941 знаходився на залізничній станції і був готовий до відправлення, але всіх в'язнів повернули в в'язницю. Він знаходився в камері на верхньому поверсі разом з 30 політичними в'язнями. Всі вони були українцями. Деяким ще не були оголошені вироки, але всі вони були арештовані за контрреволюційну діяльність. Увечері 24.06, після вечері, в'язням наказали лягти на відпочинок не як звичайно — вздовж обох стін камери, а біля вікна, напроти дверей. Через півгодини після вечері через віконце в дверях камери, через яке звичайно подавали їжу, просунули дуло автомата і прозвучало декілька черг. В'язні впали на підлогу. Потім двері відкрили і в дверях з'явився Яків Винокур автоматом, а разом з ним Бронштейн і Рахіль Гейфер з пістолетами типу «Наган», які відкрили вогонь по тих, хто лежав на підлозі. Йому пощастило. Отримавши поранення в ногу, він упав на підлогу і на нього впали декілька вбитих. В їх камері, серед вбитих, виявилось четверо поранених в'язнів. Потім кати зробили декілька пострілів і зачинили камеру. Четверо поранених вибрались з-під тіл, перев'язали свої рани стрічками, зробленими з сорочок і просиділи так всю ніч. Однак рано-вранці 25.06 у в'язниці почалась нова стрілянина, тому ці четверо знову сховались між тілами. На цей раз у камері з'явились лише дві жінки з пістолетами і зробили декілька пострілів у мертвих. Потім ці дві жінки вийшли і зачинили двері камери знову. Згодом ці четверо поранених зірвали калорифер зі стіни і вибили ним двері. Таким же чином вони вибили ще декілька дверей у камерах, щоб врятувати ще кого-небудь з тих, хто лишився живим з інших камер. Потім вони вийшли на подвір'я, перелізли через в'язничну огорожу і розбіглись у різні сторони. Сам Чирва пролежав повністю обезсилений за 100 метрів від краю житнього поля. Тут 26.06 його знайшли німецькі солдати і доставили у військовий госпіталь.
Був важко поранений, лишився калікою на все життя.

### Свідчення Петра Морозюка
Під час страти врятувався Петро Морозюк, уродженець м. Радивилів, 18.05.1910 р. н. Його свідчення повністю збігаються зі свідченнями Потапа Чирви. Крім цього він додав, що він перебував в іншій камері разом з 9 іншими в'язнями. Морозюк знаходився в ув'язненні з 15.06.1941 року. Він не знав, за що і на якій підставі був арештований. У його камері розстріл проводили лише дві жінки, і він був єдиним з в'язнів, кому вдалося врятуватись. Йому вдалося врятуватись лише завдяки тому, що, отримавши два поранення в ноги, він прикинувся вбитим, а жінки пішли, оскільки вимазались кров'ю вбитих. Серед трупів він пролежав два дні і дві ночі, впродовж яких дві жінки проводили багаторазові перевірки. Його знайшли німецькі солдати 26.06.1941.

### Свідчення Валентини Денисівни Лепешкевич
Під час страти врятувалася Валентина Денисівна Лепешкевич, бездітна, уродженка м. Ростов-на-Дону, 17.08.1918 р. н., жителька м. Рівне. Лепешкевич (до шлюбу Крещенко) арештована органами НКВС у 1940 р. До червня 1941 р. перебувала у Рівненській в'язниці, за кілька тижнів до початку німецько-радянської війни переведена до Дубенської в'язниці, де пережила розстріл ув'язнених 24—25 червня 1941 р. Після Другої світової війни виїхала до США. Надрукувала спогади про трагедію в'язнів Дубенської в'язниці під назвою «Великдень у в'язниці».
Зі слів Лепешкевич є потомственою українкою, яка вийшла заміж за поляка, начальника книгарні в Рівному. Була арештована співробітниками НКВС 23.08.1940 року разом з чоловіком, оскільки в їх будинку було виявлено зброю. За її свідченням, вони збирались використати цю зброю проти представників НКВС під час російсько-німецької війни і таким способом отримати єдину можливість врятуватись від радянського пекла. Через три місяці після її арешту в Рівному відбувся суд над її чоловіком, якого засудили до 8 років примусових робіт в Сибіру і якого депортували на початку 1941 року. Лепешкевич втратила будь-яку надію побачити живим свого чоловіка. Допускає, що він був вбитий НКВС. Щодо неї не проводили слідчих дій і їй не винесли ніякого вироку. Стосовно неї не проводилось слідство. Від своїх співкамерниць вона чула, що всі без винятку жінки були зґвалтовані комісарами чи слідчими. Лепешкевич перебувала у камері разом з іншими 8 жінками. Увечері 24.06 вони почули постріли і крики. Двері відкрили і в камеру вскочили декілька енкаведистів, озброєних автоматами і карабінами, які зразу відкрили вогонь по переляканих жінках, що забились у куток камери. Лепешкевич однією з перших отримала поранення в стегно і ногу і зразу ж впала. На неї попадали решта. Коли стрілянина припинилась, двері в камеру були закриті. Потім вона покликала тих, хто вижив. Відізвались лише дві жінки — одна легко поранена 19-річна і пані Піндвюк, яка втратила розум. Так вони перечекала ніч. Наступного ранку вона знову почула постріли. В камеру увійшли два співробітники НКВС з карабінами, на яких були примкнуті штики. Спочатку один із співробітників заколов легко поранену просто в серце, від чого та зразу ж померла. При витягуванні штик зіскочив з карабіну. Тим часом другий співробітник НКВС став колоти Піндвюк, яку поранив у плече й ногу, оскільки вона лежала на підлозі. Раптом почувся сильний шум від ударів батарей об двері, це вибивали двері чоловіки-в'язні. В результаті поспіху Лепешкевич отримала лише два легких поранення штиком у шию. Двері камери залишились відчиненими. Через переляк і фізичну слабкість обидві жінки були не в стані залишити камеру, і в пані Піндвюк стали проявлятись перші ознаки безумства. Таким чином, обидві жінки провели серед трупів у камері весь день 25.06.1941 і половину 26.06.1941, повністю виснажені внаслідок сильної втрати крові. Обидві жінки були доправлені в німецький військовий госпіталь німецьким фельдшером.

### Первонія Піндвюк
23-х річна Первонія Піндвюк, народжена в Ярославичах, не змогла дати свідчення, бо знаходилася у важкому стані, зійшла з розуму після перебування в Дубенській в'язниці. Піндвюк потребувала ампутації правої руки. Ця 23-х річна жінка, зі слів знайомих, була молодою гарною дівчиною, однак стала виглядати як 50-річна, божевільна стара.

### Вцілілі в'язні
- О. С. Сіневич, перебував у в'язниці на час масових розстрілів як учасник ОУН, чи як той, що ухилявся від мобілізації до Червоної Армії.[36]
- П. С. Дрозд, перебував у в'язниці на час масових розстрілів як учасник ОУН, чи як той, що ухилявся від мобілізації до Червоної Армії.[36]
- М. І. Кривичун, перебував у в'язниці на час масових розстрілів як учасник ОУН, чи як той, що ухилявся від мобілізації до Червоної Армії.[36]
- П. О. Поліщук, які перебували у в'язниці на час масових розстрілів як учасники ОУН, чи як ті, що ухилялись від мобілізації до Червоної Армії.[36]
- Олексій Савич Матвійчук 23.02.1921 р. н., с. Рачин, учасник ОУН. Утримувався на 2 поверсі в камері № 42. Уник розстрілу через втечу охорони в'язниці 24.06.1941. Восени 1945 повторно заарештований, 10 років ВТТ, звільнився 1955[27].
- Павлюк з с. Березини Козинського району (був арештований за невиконання завдання з вивезення лісоматеріалу, під час розстрілу був поранений)
- Олександр Данилович Гоньчук з с. Карпилівка Радивилівського району (звинувачувався у крадіжці із сільської крамниці, у в'язниці перебував з 13.06.1941, врятувався втечею, вибивши разом з товаришами замок у дверях камери батареєю від опалення)
- Іван Сторожук перед арештом навчався у 8-му класі середньої школи у Рівному (втік, вибивши з Олександром Малишевським двері камери)
- Олександр Малишевський перед арештом навчався у 8-му класі середньої школи у Рівному (втік, вибивши з Іваном Сторожуком двері камери)
- Степан Пастушок з містечка Березне
- Федір Йосипович Войтюк (був поранений, лишився без ока)
- Степан Яромлович Поліщук з с. Костянець (був поранений)[37]
- Микола Степанович Намчук, 1921 р. н., с. Листвин, Дубенського району, арештований 1.10.1940, за постановою Особливої ради при НКВС СРСР від 7.06.1941 отримав вирок — 8 років ВТТ «за участь в антирадянській націоналістичній організації», разом з 50-ма в'язнями випустила охорона в'язниці напередодні розстрілів[38]
- Андрій Пилипович Намчук, с. Листвин, Дубенського району, разом з 50-ма в'язнями випустила охорона в'язниці напередодні розстрілів[38]
- Федір Гаврилюк, с. Листвин, Дубенського району, разом з 50-ма в'язнями випустила охорона в'язниці напередодні розстрілів[38]

## Список страчених в'язнів
- Ващук Іван Потапович, арештований восени 1940, страчений 24 червня 1941 р.
- Трищук Віра Петрівна, арештована восени 1940, страчена 24 червня 1941 р.[20]
- Тимощук Іван Моїсейович, 1917 р. н., с. Рачин, не учасник ОУН, похований на кладовищі
- Прибитковський Аникій, м. Дубно, вул. Садова, похований на кладовищі
- Вознюк Филимон Тихонович, 1906 р. н., с. Костянець, учасник ОУН, вбитий пострілом в голову, похований на кладовищі[19]
- Ольховський Влас Якович, 1925 р. н., с. Костянець, ОУН, вбитий пострілом в голову, похований на кладовищі[19]
- Войтюк Іван Григорович, 1920 р. н., с. Костянець, ОУН, вбитий пострілом в голову, похований на кладовищі[19]
- Ковальчук Володимир Ігнатович, 1918 р. н., с. Мирогоща, ОУН, похований на кладовищі
- Тищук Іван Сергійович, 1901 р. н., с. Мирогоща, ОУН, похований на кладовищі
- Тищук Михайло Сергійович, 1903 р. н., с. Мирогоща, ОУН, похований на кладовищі[30]
- Харчук З. І., с. Мирогоща
- Поліщук Микола, с. Костянець, ОУН, похований на кладовищі
- Рудакова Люба, член гуртка Української євангельської молоді (КУЄМ)
- Заборовська Віра, член гуртка Української євангельської молоді (КУЄМ)
- Орловська Ольга
- Кілярська Стефа
- Траутман Тереза
- Пулковнікова[39]

## 30 червня 1941 року
Після прибуття у понеділок, 30.6.41 111-ї піхотної дивізії вермахту (дивізія входила до складу 1-ї танкової армії. Під час битви в районі Дубно — Луцьк — Броди мала завдання закрити розрив в обороні і завадити прориву під Дубном частин Червоної армії — 24-го танкового полку Петра Волкова і 34-ї танкової дивізії Ніколая Поппеля. Командуючий 111-ю дивізією — генерал Отто Стапф), стало можливим приставити до арештованих охорону числом двадцять солдат, озброєних пістолетами-кулеметами. Було вирішено, що ці сім арештованих, а також сорок російських полонених, будуть задіяні для очищення в'язничних приміщень, а також для захоронення тіл загиблих. До цього часу, однак, із замку було вивезено близько 2000 полонених, які там перебували. З цієї причини замість сорока російських полонених для згаданих робіт було використано сорок осіб єврейської національності.
В понеділок, 30.6.1941, між 14 і 18 годинами силами семи арештованих, а також сорока євреїв на в'язничному подвір'ї близько західної стіни для захоронення загиблих були вириті ями приблизно двох метрів шириною і 1 1/8 метра глибиною. Після цього в в'язниці була зроблена чистка інвентарю, а просякнуті кров'ю мішки з соломи, ковдри і предмети одягу, що лежали повсюди, були спалені. Між тим вдалось знайти архітектора в'язничної будівлі, якому було доручено полагодити ґратовані залізні двері на поверхах таким чином, щоб їх можна було зачинити, оскільки до них не можна було знайти жодного ключа, так само як і до дверей у камерах. Хоча всі двері в камерах були зламані, на окремих поверхах в'язничного приміщення вдалось створити умови для утримання в'язнів на замкнутому просторі. Всього для цієї мети було підготовлено чотири поверхи з 118 камерами середньої і великої площі. Ключі від кожних дверей віддали в будівлю міської комендатури м. Дубно.
Тим часом було встановлено, що деякі в'язні змогли уникнути розстрілу або ж відбулись пораненнями. Поранені звернулись в приватну клініку в м. Дубно. Вони, а також особи, які змогли врятуватись втечею, німцями були допитані і посвідчили, що розстріли проводились близько 10 години вечора у вівторок 24 червня 1941 року. Ті, хто вижив, змогли врятуватись тим, що вони змогли виламати двері в камерах або ж пробити стіни за допомогою батарей опалення, а потім через внутрішній двір в'язниці перелізти через стіну. Ймовірно, внаслідок піднятого шуму, в'язничні охоронці вирішили добити всіх, хто лишився, що й було зроблено вдосвіта в середу. Зі свідчень тих, хто вижив, і місцевого населення слідує, що головними відповідальними за цей злочин є комісар НКВС Я. Д. Винокур і секретар тюремного управління Хана Беренштейн, в німецьких документах — Бронштейн. За наявними даними, Винокура упіймали і розстріляли, а Бронштейн все ще переховується на території м. Дубно. Семеро згаданих вище комісарів НКВС і їх помічників були залучені до вивезення і наступного захоронення тіл убитих в'язнів. Потім арештованих змусили вирити могилу, також біля західної стіни в'язниці, але на деякій віддалі від могил інших в'язнів.
Затримані в Дубні 27 і 28 червня 1941 року комісари і функціонери НКВС, вказані у списку під номерами 1—7. Особи під номерами 1—3 визнали, що є членами комуністичної партії і працювали на НКВС. Особи під номерами 4—7 заперечували членство в комуністичній партії. Вони були впізнані дубенчанами, які мали німецьке коріння фольксдойч і українцями. Їх було визнано в тому, що вони винні в загибелі ряду осіб (фольксдойчів і українців). Згідно з наказом Гітлера комісари НКВС підлягали розстрілу. Німці вважали, що зібраних викривальних матеріалів більш ніж достатньо. Після цього семеро арештованих були страчені; страту виконала розстрільна команда піхотної дивізії в понеділок 30.6.41 близько 18 години. Яму з тілами засипала землею група євреїв, які знаходились безпосередньо на місці.
1. Микола Іванович Корановскій, народився 9.5.1894 р. в селі Комарівці, проживав: м. Дубно, вул. Шевченка, 4; колишній начальник НКВС м. Дубно.
2. Михайло Захарович Кушко, народився 13.10.1889 р. в селі Парутіно, проживав: м. Дубно, вул. Шевченка, 18; директор радгоспу в околицях Дубна.
3. Іван Павлович Челноков, народився 1.11.1908 р. в селі Оліщанко, проживав: м. Дубно, вул. Шевченка, 4; політрук районного відділу НКВД у м. Дубно, був поранений 25.06.1941 року біля Луцького повороту і потрапив німцям в полон[28].
4. Сидір Онуфрійович Козійчук, народився 8.8.1912 в селі Грушвиця, Дубенського району, проживав, с. Крилів, Дубенського району, с. Варковичі, Дубенського району, м. Дубно, вул. Шевченка, 18; депутат Верховної Ради УРСР та голова виконкому міської ради м. Дубно, член Варковицького райкому партії 25.06.1941 року біля Луцького повороту потрапив німцям в полон[28].
5. Яков Абрамович Зіровскій, народився 19.4.1915 в Черніковская, проживав: м. Дубно, вул. Будьоновська, 29; охоронець на пошті, учасник комуністичного молодіжного союзу.
6. Констянтин Прокофьєвич Стєпанєнко, народився 25.9.1908 в Нижній Деповськ, проживав: м. Дубно, вул. Вокзальна, 64; службовець на м'ясокомбінаті, партійний функціонер.
7. Філіп Ніканоровіч Бассіст, народився 14.11.1907 в містечко Вапнярка, проживав: м. Дубно, авіамістечко, 254; чоботар, під час війни — службовець інтендантства.

Всі вони були поховані біля західної старої стіни Дубенської в'язниці. Зараз Дубенська в'язниця оточена новим муром, тому поховання знаходиться на самій території в'язниці. На Дубенському військовому кладовищі є меморіальна плита під якою ніби поховані, зокрема Сидір Онуфрійович Козійчук та Іван Павлович Челноков, хоча дійсної інформації, що після війни було перепоховання з під стін в'язниці немає.
Страту засвідчив секретар відрядженої групи таємної військової поліції 48-й моторизованого корпусу, що був приданий 1-й танковій групі Евальда фон Клейста, що брав участь у танковій битві під Дубном. Командуючий корпусом — генерал танкових військ Вернер Кемпф.
Документ про це німцями направлений відділенню таємної військової поліції 626 при 1-й Танковій групі з відміткою, що оригінал був направлений відділенню розвідки і контррозвідки 48 Армійського корпусу.
Згідно з фотокопією Бюлетеня начальника поліції безпеки і СД м. Берлін № 28 від 20.07.1941, яка зберігається в Центральному державному архіві СРСР всього німцями в Дубно станом на 20.07.1941 року було розстріляно 100 осіб.

## Додатково
Розстріли НКДБ та НВКС в Дубно здійснювали з 17 вересня 1939 року до 25 червня 1941 року. Тіла вивозили і кидали в колодязі Тараканівського форту. Закопували на території монастиря Чесного Хреста. Виявлено в 1990-х роках масове поховання в підвалі Свято-Миколаївського собору. Також страчувались українці і після захоплення Дубно 17 березня 1944 року.

## Пам'ятник
На Луцькому повороті на місці загибелі 25 червня 1941 року працівників НКДБ та НКВС, військових та членів їх сімей, що попали в німецьке оточення, після численних дослідчих перевірок наприкінці 40-х, 50-х, середині 60-х років (в результаті яких було підтверджено сам факт бою та загибель особового складу) тодішньою Дубенською владою у 1966 році було урочисто відкрито пам'ятник, який називався «Пам'ятник чекістам та радпартактиву». Скульптор Б. В. Ричкова, архітектор В. Ф. Драль.
17 лютого 1970 року даний пам'ятник було занесено до державного реєстру історичних пам'яток області і взято на державний облік під № 102 (де він рахується й донині, як пам'ятний знак співробітникам держбезпеки і радянським активістам, що загинули у війні, із зазначенням, що шефство над ним несуть правоохоронні структури Дубенського району та Рівненської області).
Напередодні 40-річчя початку вторгнення Німеччини до Радянського Союзу, у червні 1981 року на місці загибелі та поховання загиблих за ініціативою місцевих органів влади Дубенщини із залученням військовослужбовців гарнізону, старожилів та співробітників Дубенських райвідділів держбезпеки і міліції проведені розкопки, під час яких були знайдені речі загиблих, зброя з відстріляними набоями, гранати, що не розірвались, жіночі речі дружини військовослужбовця, а також солдатські медальйони, частина з яких — з установчими даними окремих загиблих. В присутності численних свідків були знайдені особисті речі начальника райвідділу НКДБ Я. Д. Винокура (впізнані його дружиною, що прибула для цього з Києва), особисті речі його заступника О. І. Цибаня та інших співробітників НКДБ, декілька посмертних солдатських медальйонів військовослужбовців Червоної Армії, одяг дружини військовослужбовця Д. Г. Набережної, зброя з відстріляними набоями. Всього було знайдено рештки 46-ти осіб, з них встановлено 18 осіб.
Під час перепоховання 1981 року серед загиблих на вище зазначеному перехресті, крім 5-х співробітників райвідділу держбезпеки міліціонери Григорій Бурдило, Іван Войт, Олександр Андрушин, Косянчук, Матвійчук, начальник паспортного столу міліції Петренко, прокурор району Іванов, завідувач Дубенським райкомземом Іван Кушко, військовослужбовець Червоної Армії Ворожик, дружина військовослужбовця Д. Г. Набережна. Перераховані прізвища викарбувані на меморіальній плиті братської могили в м. Дубно й сьогодні. Крім того, за свідченнями учасників розкопок 1981 року В. К. Белова, І. Х. Продая, М. О. Маслюка на місці загибелі були також знайдені 6 солдатських медальйонів військовослужбовців Червоної Армії. Дві записки з них із прізвищами, що збереглись, були передані органам військкомату для встановлення осіб. Родичі останніх брали участь у 1981 році в урочистому перепоховані.
26 червня 1981 року в урочистій обстановці за участю Дубенських місцевих органів влади та населення міста і району, представників обласного центру проведено перепоховання останків загиблих у братській могилі на Дубенському військовому кладовищі (район автовокзалу), де встановлено меморіальну плиту з прізвищами тільки тих, які були встановлені на той час, як загиблі.
З роками сходинки та пішохідні доріжки навколо пам'ятника на Луцькому повороті почали провалюватись, заросли бур'яном і чагарником. В середині 90-х років пам'ятну стела на Луцькому перехресті без рішення органів влади була понівечена. Станом на кінець 2009 року стела пам'ятника і територія навколо нього мали вкрай занедбаний вигляд. У 2010 році відповідно до Указу Президента України «Щодо підготовки з відзначення 60-річчя визволення України та 65-річчя Перемоги у Великій Вітчизняній війні», за ініціативою ветеранських організацій УМВС УСБУ в Рівненській області, пам'ятну стелу і територію навколо було приведено у відповідний стан. На вимогу релігійних громад було відновлено на стелі і табличку із зображенням хреста.

## Пам'ять
На стіні огорожі Дубенської в'язниці встановлена меморіальна плита страченим в'язням. Викарбувані їх прізвища та імена.
Дубенська в'язниця діюча, тому відвідувати її немає можливості